# Naturschutzgebiet Schmithof
Das Naturschutzgebiet Schmithof liegt im Gebiet der Stadt Aachen, westlich von Walheim.

## Beschreibung
Der schützenswerte Steinbruch mit dem dazugehörenden Kalkofen Schmithof ist umgeben von aus Niederwaldwirtschaft entstandenem artenreichen Eichen- und Hainbuchenwald. Gebietsweise ist der Wald mit Strauchwerk durchsetzt. Die Krautschicht ist artenreich und gut ausgebildet. Efeu und Bingenkraut dominieren hier. Auf dem Grund des Steinbruchs ist ein Kalkmagerrasen, der allmählich verbuscht.

## Schutzzweck
Hier soll der Steinbruch erhalten werden einschließlich der Pflege. Grund sind die seltenen Pflanzen und gefährdeten Tierarten wie beispielsweise Orchideen. Aus wissenschaftlichen und erdgeschichtlichen Gründen ist der Standort wichtig.

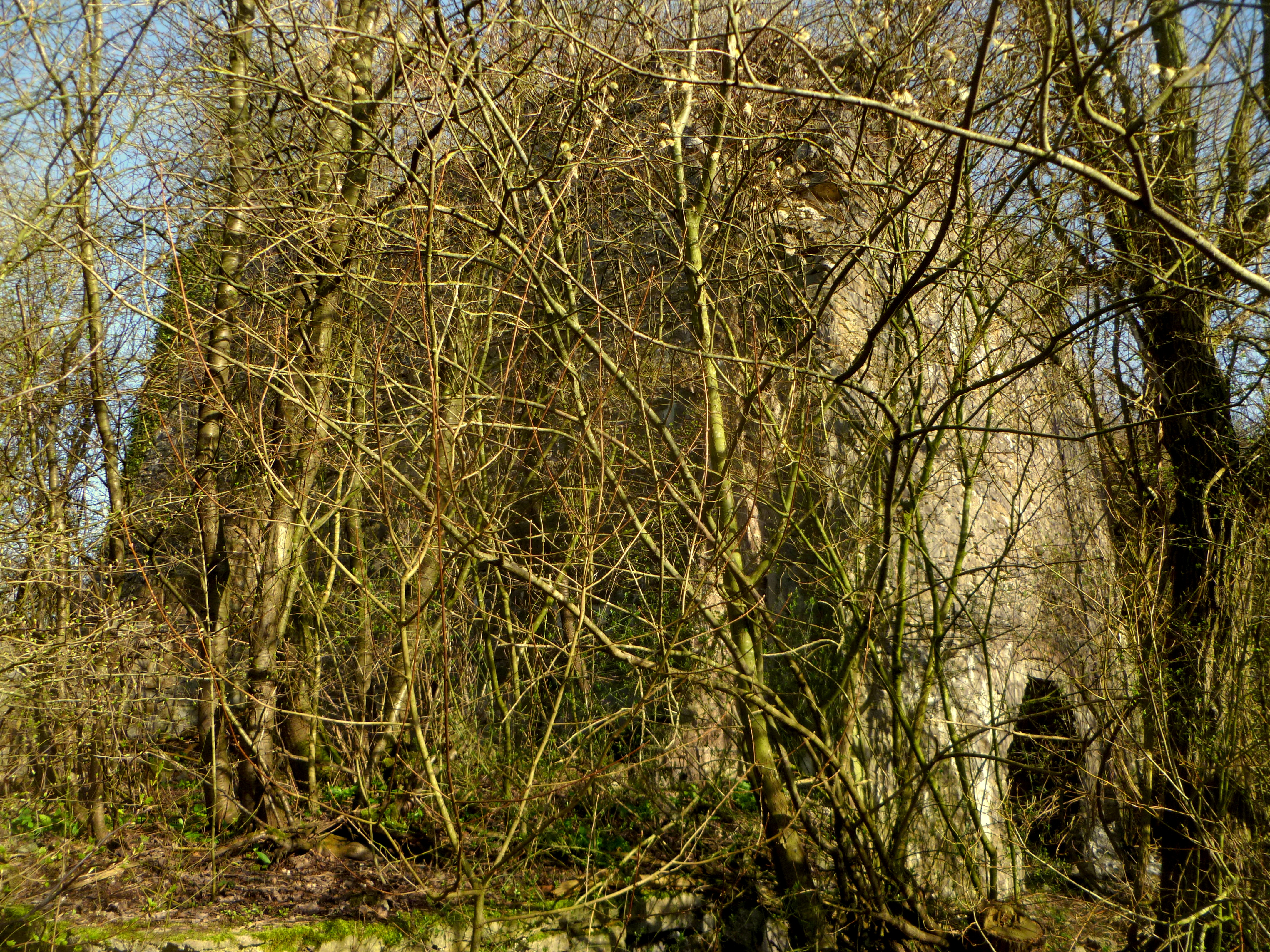
Ehemaliger Kalkofen im NSG
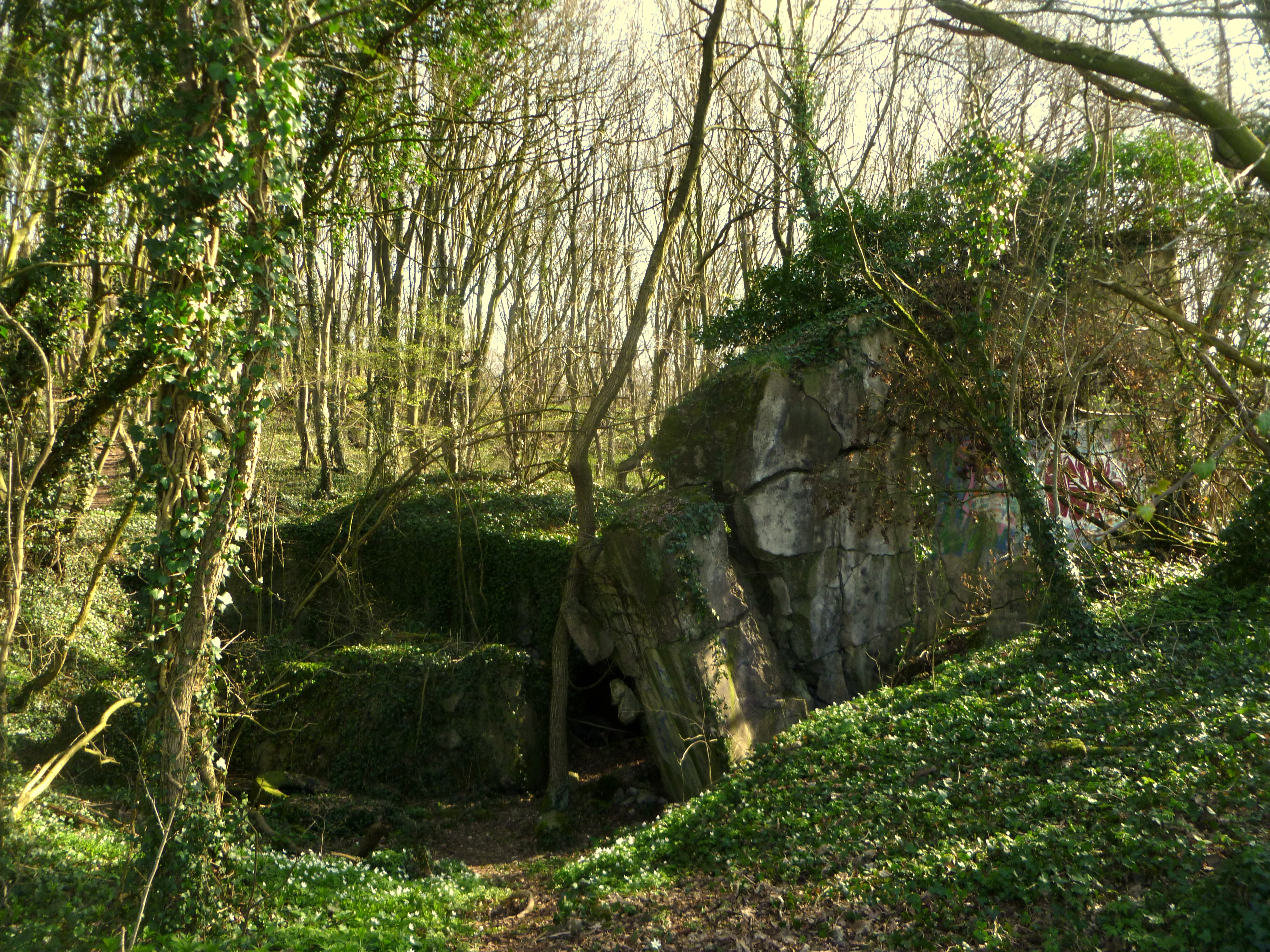
Ehemaliger Bunker im NSG